# أليساندرو سكينوني
 أليساندرو سكينوني (Alessandro Schienoni)، (مواليد في 26 نوفمبر 1902 بمدينة فيرونا، وتوفي سنة 11 فبراير 1969 في ميلانو)،لاعب كرة قدم (مدافع) إيطالي سابق. لعب لنادي إيه سي ميلان 9 مواسم في الفترة ما بين 1924 و1933، قبل أن يلعب مع فيغفينزي لموسمين ومن ثم اعتزل. كان قائدا للميلان في الفترة ما بين 1929 و1930.